# 아이린 허비

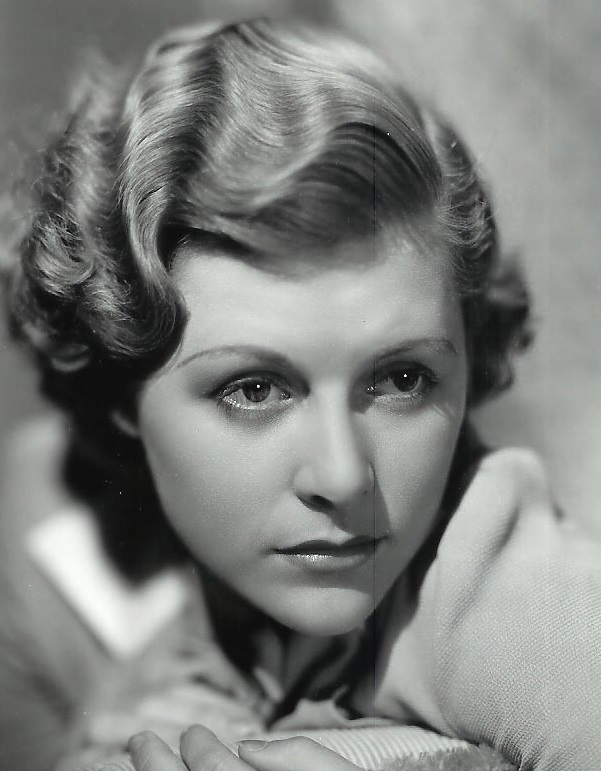

아이린 허비(Irene Hervey, 1909년 7월 11일 ~ 1998년 12월 20일)는 미국의 배우, 연극 배우, 텔레비전 배우, 영화배우이다.
베니스에서 태어났으며 우들랜드힐스에서 사망하였다. 사인은 심부전이다.

## 영화
- 고리아스 어웨이트 (1981년) - 캐리 역
- 어둠 속에 벨이 울릴 때 (1971년)
- 선인장 꽃 (1969년)
- 털보 가족 (1966년)
- 나의 세 아들 (1960년)
- 페리 메이슨 (1957년)
- 인어의 노래 (1948년)
- 나잇 몬스터 (1942년)
- 더 보이즈 프롬 시러큐스 (1940년)
- 이스트 사이드 오브 헤븐 (1939년)
- 헐리우드 파티 (1934년)
- 몬테 크리스토 백작 (1934년)